# Bandar Jengka
Bandar Jengka (en malayo: Bandar Jengka) es una localidad de Malasia, en el estado de Pahang.
Se encuentra a 68 m sobre el nivel del mar. 

## Demografía
Según estimación 2010 contaba con 12912 habitantes.